# Acrolophus pauper
Acrolophus pauper är en fjärilsart som beskrevs av Walsingham 1915. Acrolophus pauper ingår i släktet Acrolophus och familjen Acrolophidae. Inga underarter finns listade i Catalogue of Life.